# يوسف برينجاس
يوسف برينجاس ((باليونانية: Ὶωσῆφ Βρίγγας)‏) كان مسؤولًا مخصيًا بيزنطيًا هامًا في عهد الإمبراطور قسطنطين السابع (حكم من 945 إلى 995) والإمبراطور رومانوس الثاني (حكم من 959 إلى 963)، حيث كان رئيسًا للوزراء وحاكماً فعّالًا في عهد الأخير. بعد أن عارض صعود نقفور فوقاس إلى العرش الإمبراطوري في عام 963 فلم ينجح، تم نفيه إلى دير، توفي في 965.